# Campionato Potiguar 2025
Il Campionato Potiguar 2025 è stata la 106ª edizione della massima serie del campionato potiguar. La stagione è iniziata l'11 gennaio 2025 e si è conclusa il 29 marzo successivo.

## Stagione

### Novità
È stato promosso dalla Segunda Divisão il Laguna. È retrocesso, al termine della passata stagione, il Potyguar de Currais Novos.

### Formato
Il torneo si svolge in due turni: il primo è composto da un girone unico a otto squadre. Le prime due classificate di tale girone, accedono alla semifinale della seconda fase che decreterà la vincitrice del campionato. Le squadre piazzatesi tra il terzo e il sesto posto, partono dai quarti di finale della seconda fase. Le ultime due classificate retrocedono in Segunda Divisão.
La formazione vincitrice e la seconda classificata, potranno partecipare alla Série D 2026 e alla Coppa del Brasile 2026.

## Risultati

### Prima fase
|  | Pos. | Squadra             | Pt | G | V | N | P | GF | GS | DR  |
|  | ---- | ------------------- | -- | - | - | - | - | -- | -- | --- |
|  | 1.   | ABC                 | 17 | 7 | 5 | 2 | 0 | 13 | 1  | +12 |
|  | 2.   | América-RN          | 16 | 7 | 5 | 1 | 1 | 13 | 2  | +11 |
|  | 3.   | Laguna              | 13 | 7 | 3 | 4 | 0 | 13 | 6  | +7  |
|  | 4.   | Potiguar            | 12 | 7 | 4 | 0 | 3 | 9  | 7  | +2  |
|  | 5.   | Santa Cruz de Natal | 7  | 7 | 2 | 1 | 4 | 10 | 14 | -4  |
|  | 6.   | Globo               | 7  | 7 | 2 | 1 | 4 | 5  | 11 | -6  |
|  | 7.   | Baraúnas            | 4  | 7 | 1 | 1 | 5 | 6  | 15 | -9  |
|  | 8.   | Força e Luz-RN      | 2  | 7 | 0 | 2 | 5 | 4  | 19 | -15 |

Legenda:
      Ammessa alle semifinali della seconda fase.
      Ammessa ai quarti di finale della seconda fase.
      Retrocessa in Segunda Divisão 2025
Note:
Tre punti a vittoria, uno a pareggio, zero a sconfitta.

### Seconda fase

#### Quarti di fase
| Squadra 1           | Totale | Squadra 2 | Andata | Ritorno |
| ------------------- | ------ | --------- | ------ | ------- |
| Santa Cruz de Natal | 3 – 0  | Potiguar  | 2 – 0  | 1 – 0   |
| Globo               | 1 – 2  | Laguna    | 0 – 0  | 1 – 2   |

#### Semifinali
| Squadra 1           | Totale | Squadra 2  | Andata | Ritorno |
| ------------------- | ------ | ---------- | ------ | ------- |
| Santa Cruz de Natal | 2 – 3  | América-RN | 2 – 1  | 0 – 2   |
| Laguna              | 0 – 1  | ABC        | 0 – 0  | 0 – 1   |

#### Finale
| Squadra 1  | Totale | Squadra 2 | Andata | Ritorno |
| ---------- | ------ | --------- | ------ | ------- |
| América-RN | 2 – 1  | ABC       | 1 – 1  | 1 – 0   |